# Aechmea kentii
Aechmea kentii är en gräsväxtart som först beskrevs av Hans Edmund Luther, och fick sitt nu gällande namn av Lyman Bradford Smith och Michael A. Spencer. Aechmea kentii ingår i släktet Aechmea och familjen Bromeliaceae. Inga underarter finns listade i Catalogue of Life.